# غرانما (مقاطعة)
غرانما (بالإسبانية: Granma)‏ هي إحدى المقاطعات في كوبا من أشهر مدنها هي مدينة بايامو والتي تعد عاصمة هذه المقاطعة، وأيضاً من مدنها الشهيرة مانزانيلو التي تقع على ميناء خليج غواكانا يابو و بيلون.

## التاريخ
جاء تسمية المقاطعة بهذا الاسم نسبة إلى اليخت غرانما الذي كان استخدمه تشي جيفارا وفيدل كاسترو في عام 1956م لنقل 82 رجلاً من مقاتلي الثورة الكوبية من المكسيك إلى كوبا في عام 1956 لغرض الإطاحة بنظام فولغينسيو باتيستا.

## بلديات المقاطعة
| البلدة         | التعداد السكاني (2004) | المساحة (km²) | الموقع | الملاحظات      |
| -------------- | ---------------------- | ------------- | ------ | -------------- |
| بارتولومي ماسو | 53٬024                 | 629           |        |                |
| بايامو         | 222٬118                | 918           |        | عاصمة المقاطعة |
| بوي أريبا      | 31٬327                 | 452           |        |                |
| كامبي شويلا    | 46٬092                 | 577           |        |                |
| كاوتو كريستو   | 21٬159                 | 550           |        |                |
| خيسا           | 50٬923                 | 596           |        |                |
| خيو غواني      | 60٬320                 | 646           |        |                |
| مانزانيلو      | 130٬789                | 498           |        |                |
| ميديا لونا     | 35٬330                 | 376           |        |                |
| نيكيرو         | 41٬252                 | 582           |        |                |
| بيلون          | 29٬751                 | 462           |        |                |
| ريو كاوتو      | 47٬833                 | 1٬500         |        |                |
| يارا           | 59٬415                 | 576           |        |                |

المصدر: احصاء التعداد السكاني في عام 2004م.  و أسماء البلديات من عام 1976م .

## التركيبة السكانية
وصل عدد السكان في هذه المقاطعة في عام 2004 م إلى 829,33 نسمة  و قدرت المساحة حوالي 8,375.49 كـم2 (3,233.79 ميل2), وقد حافظت هذه المقاطعة على نسبة الكثافة السكانية التي قدرت بـ 99.0/كم2 (256/ميل2).

## أعلام
- جلينيس رييس
- يوسفاني أغيليرا